# Saint-Césaire (Charente-Maritime)
Pour les articles homonymes, voir Saint-Césaire (homonymie).
Saint-Césaire est une commune située dans le département de la Charente-Maritime, en région Nouvelle-Aquitaine.

## Géographie

### Localisation

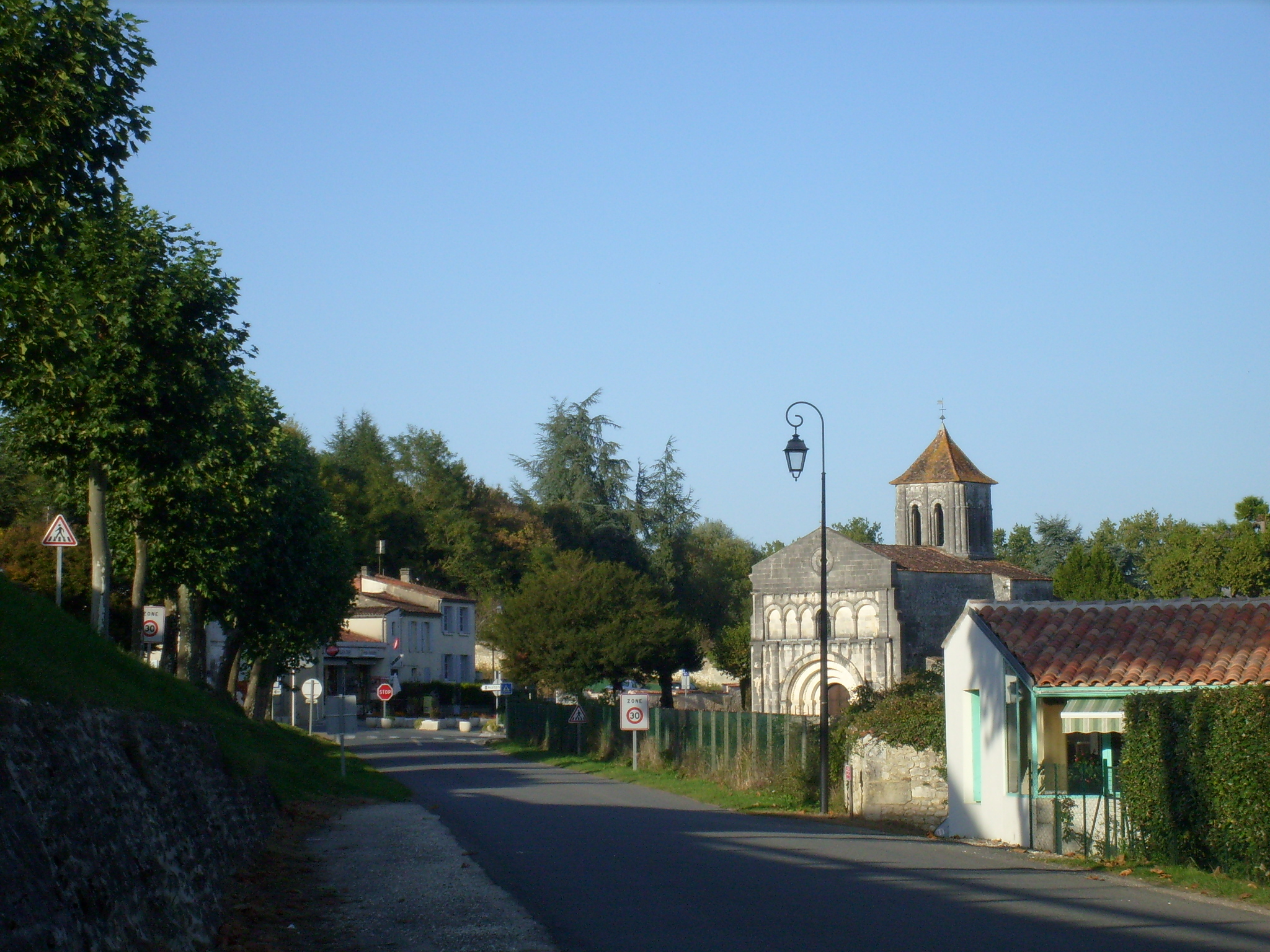
Le village.

La commune de Saint-Césaire se situe dans la partie orientale de la Charente-Maritime, en région Nouvelle-Aquitaine, dans l'ancienne province de Saintonge.
Faisant partie du midi de la France — on parle plus précisément de « midi atlantique », au cœur de l'arc atlantique, elle peut être rattachée à deux grands ensembles géographiques, le Grand Ouest français et le Grand Sud-Ouest français, et est limitrophe du département de la Charente à l'est.
Saint-Césaire est située à 8 km de Burie, 10 km de Saintes, 15 km de Cognac, 45 km de Royan et Rochefort et à 80 km de La Rochelle, au coeur de vallée du Coran.
Saint-Césaire est une des étapes des  sentiers de grande randonnée balisés, le GR 360 et le GR 4 qui va de Royan à Grasse.
La commune se trouve dans l'aire d'attraction de Saintes, ainsi que dans la zone d'emploi et dans le bassin de vie de cette ville.

### Communes limitrophes
Malgré son petit finage, la commune est limitrophe de neuf communes, de trois anciens cantons (canton de Saintes-Nord, canton de Saintes-Est et canton de Saint-Hilaire-de-Villefranche).
| Vénérand             | Écoyeux       | Brizambourg, Saint-Bris-des-Bois |
| La Chapelle-des-Pots | Saint-Césaire | Val-de-Cognac (Charente)         |
| Chaniers             | Saint-Sauvant | Chérac                           |

### Géologie et relief
La superficie de la commune est de 10,41 km2 ; son altitude varie de 22  à   89 mètres. 

### Hydrographie

Carte hydrographique et des infrastructures de transport de la commune.

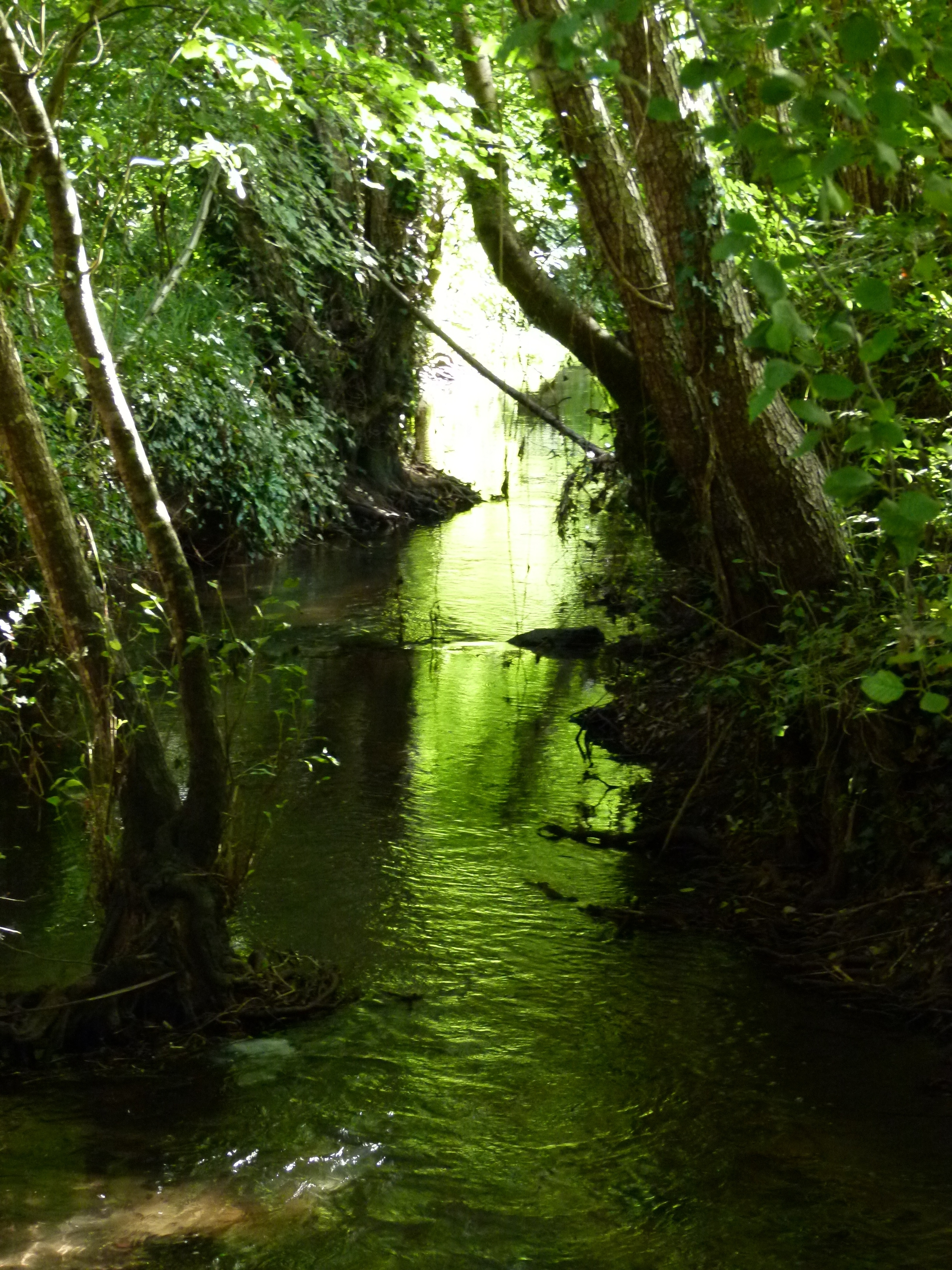
Le ruisseau Coran.

La commune se trouve dans la vallée du Coran, un affluent en rive droite du fleuve côtier la Charente.

## Urbanisme

### Typologie
Au 1er janvier 2024, Saint-Césaire est catégorisée commune rurale à habitat dispersé, selon la nouvelle grille communale de densité à 7 niveaux définie par l'Insee en 2022.
Elle est située hors unité urbaine. Par ailleurs la commune fait partie de l'aire d'attraction de Saintes, dont elle est une commune de la couronne,. Cette aire, qui regroupe 62 communes, est catégorisée dans les aires de 50 000 à moins de 200 000 habitants,.

### Occupation des sols

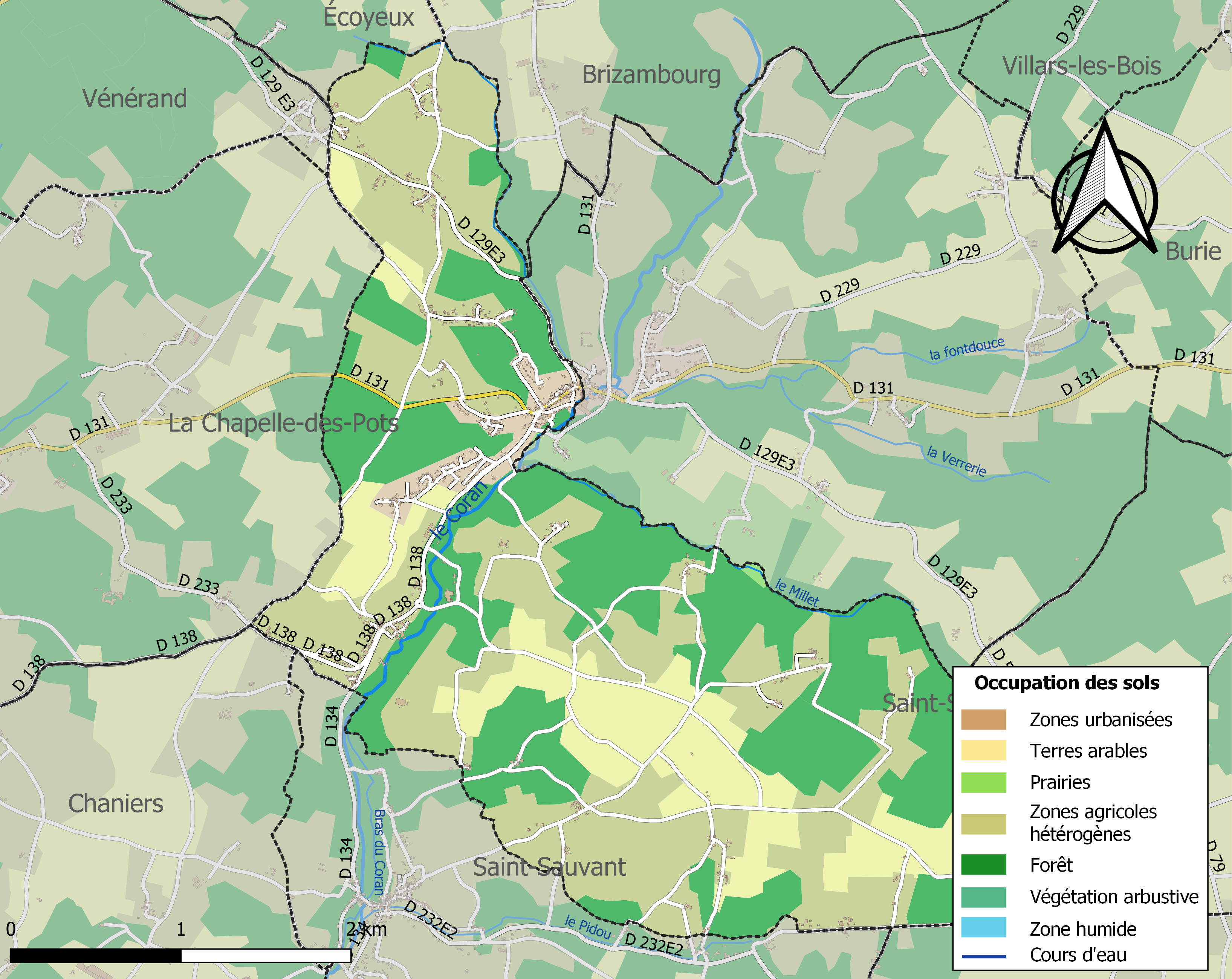
Carte des infrastructures et de l'occupation des sols de la commune en 2018 (CLC).

L'occupation des sols de la commune, telle qu'elle ressort de la base de données européenne d’occupation biophysique des sols Corine Land Cover (CLC), est marquée par l'importance des territoires agricoles (59,3 % en 2018), une proportion sensiblement équivalente à celle de 1990 (58,8 %). La répartition détaillée en 2018 est la suivante : 
zones agricoles hétérogènes (42,4 %), forêts (37,7 %), cultures permanentes (14,4 %), zones urbanisées (3,1 %), terres arables (2,4 %), prairies (0,2 %). L'évolution de l’occupation des sols de la commune et de ses infrastructures peut être observée sur les différentes représentations cartographiques du territoire : la carte de Cassini (XVIIIe siècle), la carte d'état-major (1820-1866) et les cartes ou photos aériennes de l'IGN pour la période actuelle (1950 à aujourd'hui).

### Habitat et logement
En 2021, le nombre total de logements dans la commune était de 487, alors qu'il était de 461 en 2016 et de 459 en 2011.
Parmi ces logements, 85 % étaient des résidences principales, 7,2 % des résidences secondaires et 7,8 % des logements vacants. Ces logements étaient pour 98,3 % d'entre eux des maisons individuelles et pour 1,4 % des appartements.
Le tableau ci-dessous présente la typologie des logements à Saint-Césaire en 2021 en comparaison avec celle de la Charente-Maritime et de la France entière. Une caractéristique marquante du parc de logements est ainsi la faible proportion des résidences secondaires et logements occasionnels (7,2 %) par rapport au département (22,3 %) et à la France entière (9,7 %).
| Typologie                                               | Saint-Césaire | Charente-Maritime | France entière |
| ------------------------------------------------------- | ------------- | ----------------- | -------------- |
| Résidences principales (en %)                           | 85            | 70,9              | 82,2           |
| Résidences secondaires et logements occasionnels (en %) | 7,2           | 22,3              | 9,7            |
| Logements vacants (en %)                                | 7,8           | 6,8               | 8,1            |

### Voies de communication et transports
Située à l'écart des grands axes routiers, la commune est traversée par deux petites routes départementales :
- la D 131 la relie à Saint-Sauvant, au sud, puis Burie à l'est via Saint-Bris-des-Bois ;
- la D 134 rejoint La Chapelle-des-Pots à l'ouest.

### Risques naturels et technologiques
Le territoire de la commune de Saint-Césaire est vulnérable à différents aléas naturels : météorologiques (tempête, orage, neige, grand froid, canicule ou sécheresse), inondations, mouvements de terrains et séisme (sismicité modérée). Il est également exposé à un risque technologique,  le transport de matières dangereuses. Un site publié par le BRGM permet d'évaluer simplement et rapidement les risques d'un bien localisé soit par son adresse soit par le numéro de sa parcelle.

#### Risques naturels
Certaines parties du territoire communal sont susceptibles d’être affectées par le risque d’inondation par débordement de cours d'eau, notamment le Coran. La commune a été reconnue en état de catastrophe naturelle au titre des dommages causés par les inondations et coulées de boue survenues en 1982, 1993, 1999, 2001, 2008 et 2010,.

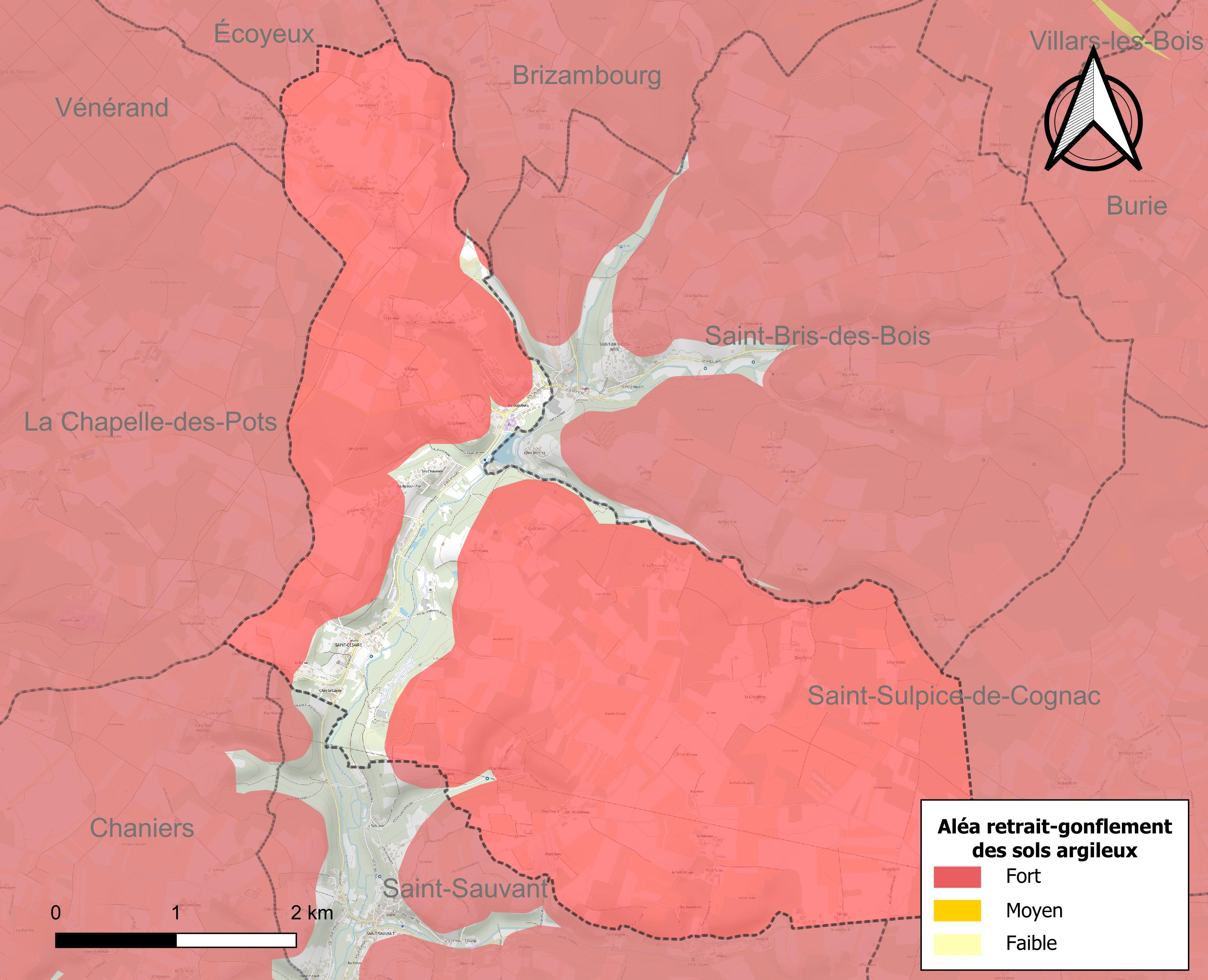
Carte des zones d'aléa retrait-gonflement des sols argileux de Saint-Césaire.

Les mouvements de terrains susceptibles de se produire sur la commune sont des affaissements et effondrements liés aux cavités souterraines (hors mines) et des tassements différentiels. Par ailleurs, afin de mieux appréhender le risque d’affaissement de terrain, l'inventaire national des cavités souterraines permet de localiser celles situées sur la commune.
Le retrait-gonflement des sols argileux est susceptible d'engendrer des dommages importants aux bâtiments en cas d’alternance de périodes de sécheresse et de pluie. 89,4 % de la superficie communale est en aléa moyen ou fort (54,2 % au niveau départemental et 48,5 % au niveau national). Sur les 486 bâtiments dénombrés sur la commune en 2019,  331 sont en aléa moyen ou fort, soit 68 %, à comparer aux 57 % au niveau départemental et 54 % au niveau national. Une cartographie de l'exposition du territoire national au retrait gonflement des sols argileux est disponible sur le site du BRGM,.
Par ailleurs, afin de mieux appréhender le risque d’affaissement de terrain, l'inventaire national des cavités souterraines permet de localiser celles situées sur la commune.
Concernant les mouvements de terrains, la commune a été reconnue en état de catastrophe naturelle au titre des dommages causés par la sécheresse en 1989, 1991, 2003, 2005 et 2011 et par des mouvements de terrain en 1999 et 2010.

#### Risques technologiques
Le risque de transport de matières dangereuses sur la commune est lié à sa traversée par une ou des infrastructures routières ou ferroviaires importantes ou la présence d'une canalisation de transport d'hydrocarbures. Un accident se produisant sur de telles infrastructures est susceptible d’avoir des effets graves sur les biens, les personnes ou l'environnement, selon la nature du matériau transporté. Des dispositions d’urbanisme peuvent être préconisées en conséquence.

## Toponymie
Le toponyme provient de Césaire d'Arles, saint auquel la paroisse du bourg avait été dédiée.
Sous la Révolution française, la commune porte le nom de Cézaire, amie des lois.
En saintongeais, la commune se nomme Sent Assaire.

## Histoire

### Préhistoire
La Roche à Pierrot est un site préhistorique qui a livré en 1979 un squelette néandertalien nommé « Pierrette ».
C'est l'un des quatre sites connus où le Moustérien à denticulés est immédiatement sous-jacent au Châtelperronien (les trois autres sites sont la grotte du Renne (Arcy-sur-Cure, Yonne), Roc de Combe (Payrignac, Lot) et la grotte Morin (Cantabrie, Espagne)).
La Roche à Pierrot est avec la grotte du Renne à Arcy-sur-Cure l'un des deux sites sur lesquels repose l'attribution du Châtelperronien aux Néandertaliens. Mais en 2018 une étude taphonomique, spatiale et typo-technologique du niveau qui a livré les vestiges humains en cause, n'y a trouvé aucune preuve incontestable de cette association Néandertal-Châtelperronien.
Une autre étude récente (Galland et al. 2017) du matériel lithique de la couche châtelperronienne, notamment l'état des surfaces de ce matériel, avec un microscope bifocal, montre que d'une part les altérations de ces surfaces sont très variables, et d'autre part l'environnement local a similairement affecté les silex géologiques et le niveau châtelperronien ; ce qui indique des remaniements de la couche assez importants pour laisser leur empreinte. Ceci amène à « douter fortement de [l']intégrité archéostratigraphique et par conséquent chronoculturelle » de cette couche châtelperronienne. Le débat sur la question reste ouvert.

### Révolution française et Empire
La commune a fait partie du canton de Dompierre, relevant de l'ancien district de Saintes de 1790 à 1800, puis du canton de Burie créé en 1800 lors de la refonte de la carte administrative voulue par Napoléon Bonaparte pendant le Consulat.

## Politique et administration

### Rattachements administratifs et électoraux

#### Rattachements administratifs
La commune se trouve dans l'arrondissement de Saintes du département de la Charente-Maritime.
Elle faisait partie depuis 1801 du canton de Burie. Dans le cadre du redécoupage cantonal de 2014 en France, cette circonscription administrative territoriale a disparu, et le canton n'est plus qu'une circonscription électorale.

#### Rattachements électoraux
Pour les élections départementales, la commune fait partie depuis 2014 du canton de Chaniers
Pour l'élection des députés, elle fait partie de la troisième circonscription de la Charente-Maritime.

### Intercommunalité
Saint-Césaire était membre de la communauté de communes Vignobles et Vals boisés du Pays Buriaud, un établissement public de coopération intercommunale (EPCI) à fiscalité propre créé en 1993 et auquel la commune avait transféré un certain nombre de ses compétences, dans les conditions déterminées par le code général des collectivités territoriales.
Conformément aux prescriptions de la loi de réforme des collectivités territoriales du 16 décembre 2010, qui a prévu le renforcement et la simplification des intercommunalités et la constitution de structures intercommunales de grande taille, elle a fusionné avec sa voisine pour former, le 1er janvier 2017, la communauté d'agglomération de Saintes, dont est désormais membre la commune.
La commune se trouve également dans le territoire du Pays de Saintonge romane dont Saintes est le siège administratif.

### Liste des maires
| Période                                  | Période                        | Identité             | Étiquette | Qualité |
| ---------------------------------------- | ------------------------------ | -------------------- | --------- | --- |
| Les données manquantes sont à compléter. |                                |                      |           | |
|                                          |                                |                      |           | |
| 1953                                     |                                | René Boucher         | PCF       | Instituteur, résistant, membre du comité départemental de Libération Conseiller général de Burie (1967 → 1985) |
|                                          |                                |                      |           | |
| avant 1981                               |                                | Jean Aigle-Boucher   | PCF       | |
|                                          |                                |                      |           | |
| mars 1989                                | mars 2001                      | Claude Fort,         | PCF app.  | Chef d’entreprise dans les travaux publics                                                                     |
| mars 2001                                | juillet 2020                   | Michel Chantereau    | DVG       | Fonctionnaire Président du SIVOM de Saint-Césaire et Saint-Bris-des-Bois Vice président du SYMBA.              |
| juillet 2020                             | 2023                           | Mireille André       |           | Piscicultrice Vice présidente du SYMBA Démissionnaire                                                          |
| mars 2023                                | En cours (au 30 novembre 2023) | Christelle Basso-Fin |           | Employée civile ou agent de service de la fonction publique                                                    |

## Population et société
Les habitants sont appelés les Acériens.

### Démographie
L'évolution du nombre d'habitants est connue à travers les recensements de la population effectués dans la commune depuis 1793. Pour les communes de moins de 10 000 habitants, une enquête de recensement portant sur toute la population est réalisée tous les cinq ans, les populations de référence des années intermédiaires étant quant à elles estimées par interpolation ou extrapolation. Pour la commune, le premier recensement exhaustif entrant dans le cadre du nouveau dispositif a été réalisé en 2005.

En 2022, la commune comptait 894 habitants, en évolution de +1,82 % par rapport à 2016 (Charente-Maritime : +4,04 %, France hors Mayotte : +2,11 %).
| 1793 | 1800 | 1806 | 1821 | 1831  | 1836  | 1841 | 1846 | 1851 |
| ---- | ---- | ---- | ---- | ----- | ----- | ---- | ---- | ---- |
| 897  | 903  | 800  | 987  | 1 022 | 1 006 | 945  | 904  | 919  |

| 1856 | 1861 | 1866 | 1872 | 1876 | 1881 | 1886 | 1891 | 1896 |
| ---- | ---- | ---- | ---- | ---- | ---- | ---- | ---- | ---- |
| 848  | 836  | 820  | 814  | 812  | 709  | 666  | 630  | 582  |

| 1901 | 1906 | 1911 | 1921 | 1926 | 1931 | 1936 | 1946 | 1954 |
| ---- | ---- | ---- | ---- | ---- | ---- | ---- | ---- | ---- |
| 590  | 576  | 538  | 473  | 505  | 465  | 465  | 422  | 429  |

| 1962 | 1968 | 1975 | 1982 | 1990 | 1999 | 2005 | 2006 | 2010 |
| ---- | ---- | ---- | ---- | ---- | ---- | ---- | ---- | ---- |
| 543  | 619  | 717  | 830  | 858  | 888  | 906  | 925  | 924  |

| 2015 | 2020 | 2022 | - | - | - | - | - | - |
| ---- | ---- | ---- | - | - | - | - | - | - |
| 881  | 903  | 894  | - | - | - | - | - | - |

## Culture locale et patrimoine

### Lieux et monuments
- Église de Saint-Césaire  Classé MH (1913)[32],[33], de style roman.
- Lavoirs
- Musée des Bujoliers, musée local ouvert en 1972 et qui perpétue les traditions et les arts populaires en milieu rural et viticole, la Maison de La Mérine, regroupée aujourd'hui dans le pittoresque musée des Bujoliers, avec notamment une reconstitution fidèle de l'intérieur d'une maison charentaise à la fin du XIXe siècle[34].

- Paléosite de Saint-Césaire, centre d’interprétation de l’homme de Néandertal financé par le Conseil général de la Charente-Maritime et inauguré en mai 2005[35],[36],[37].

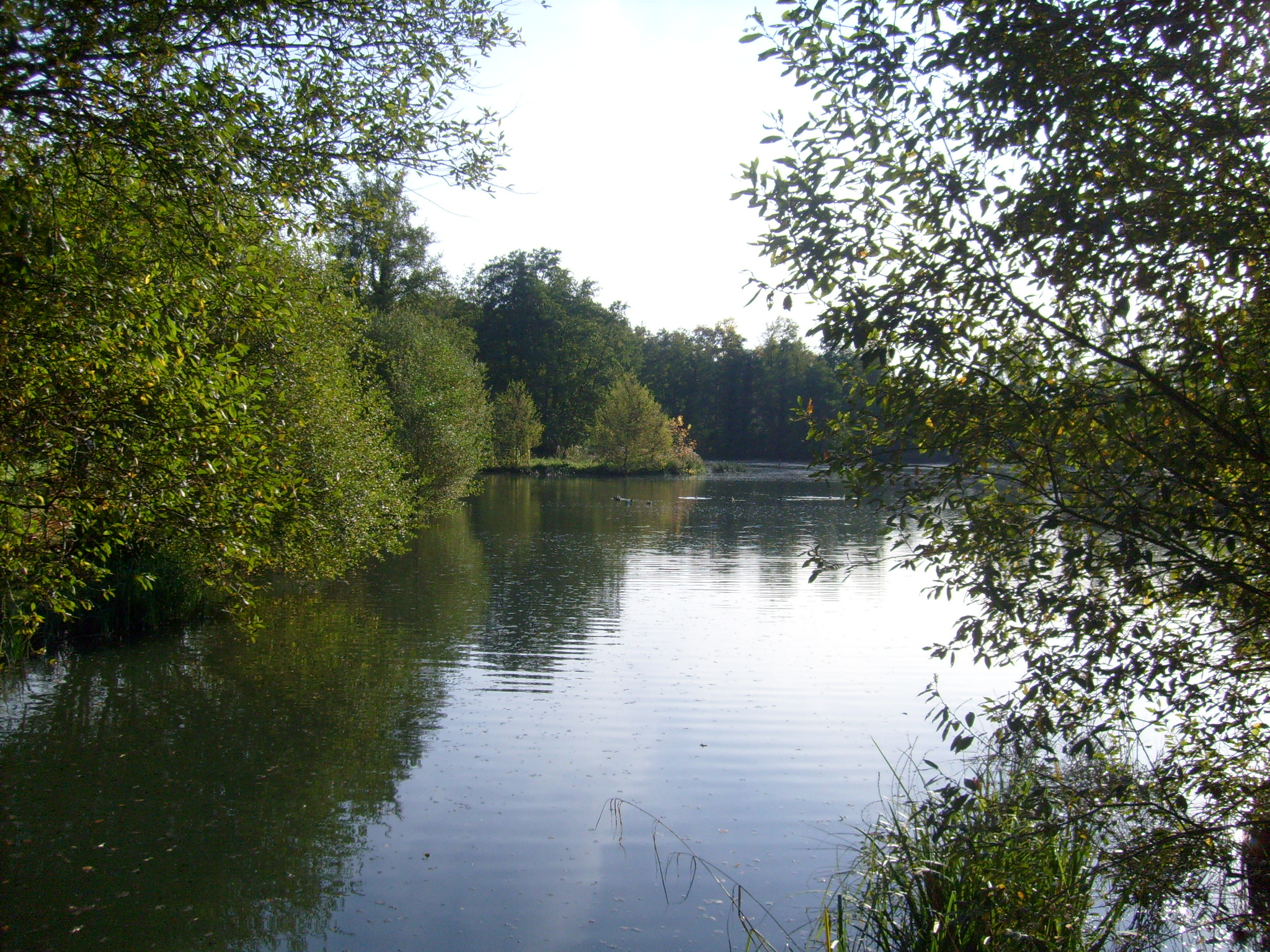
Parc et lac de Saint-Césaire.
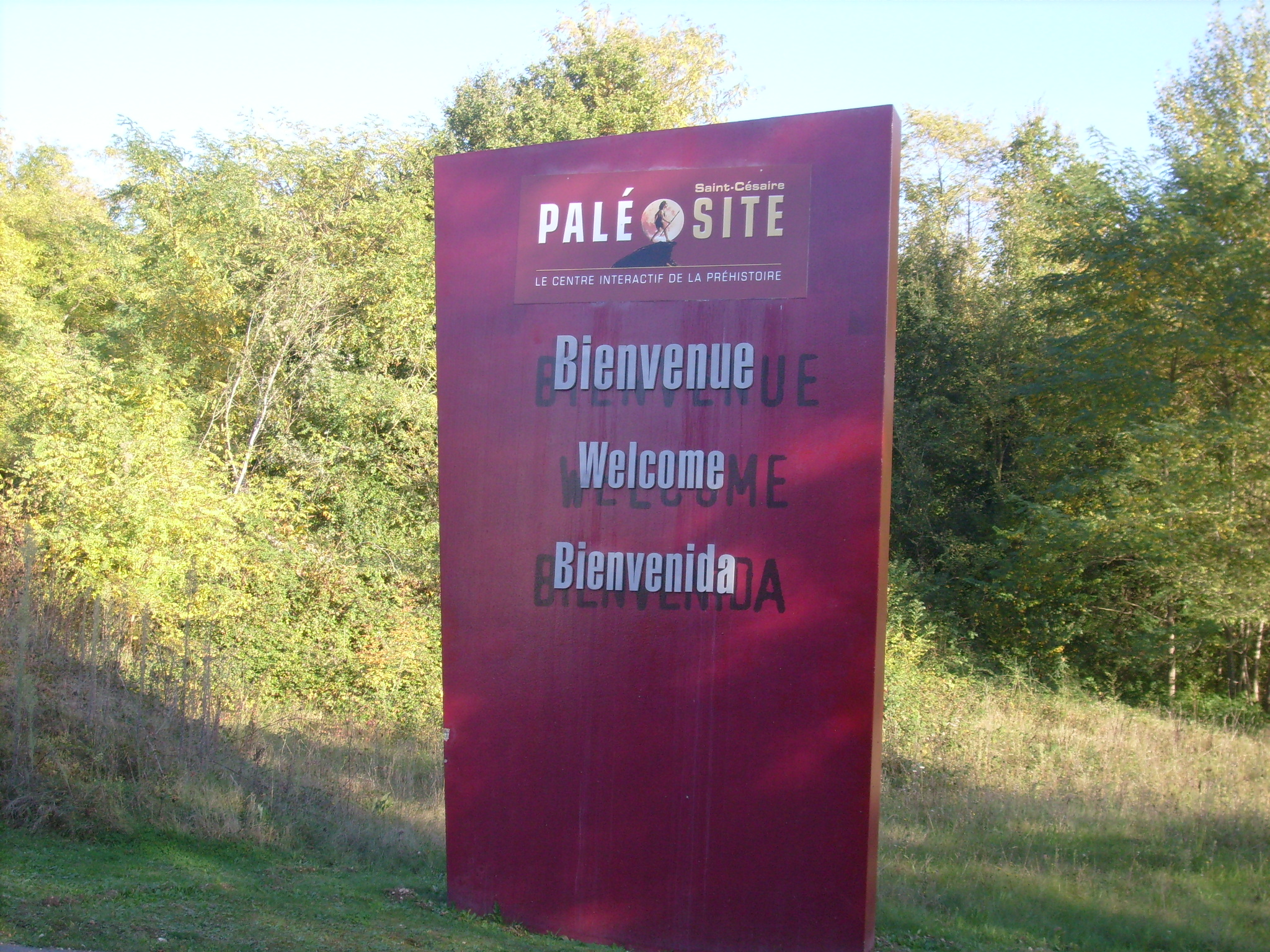
Paléosite.
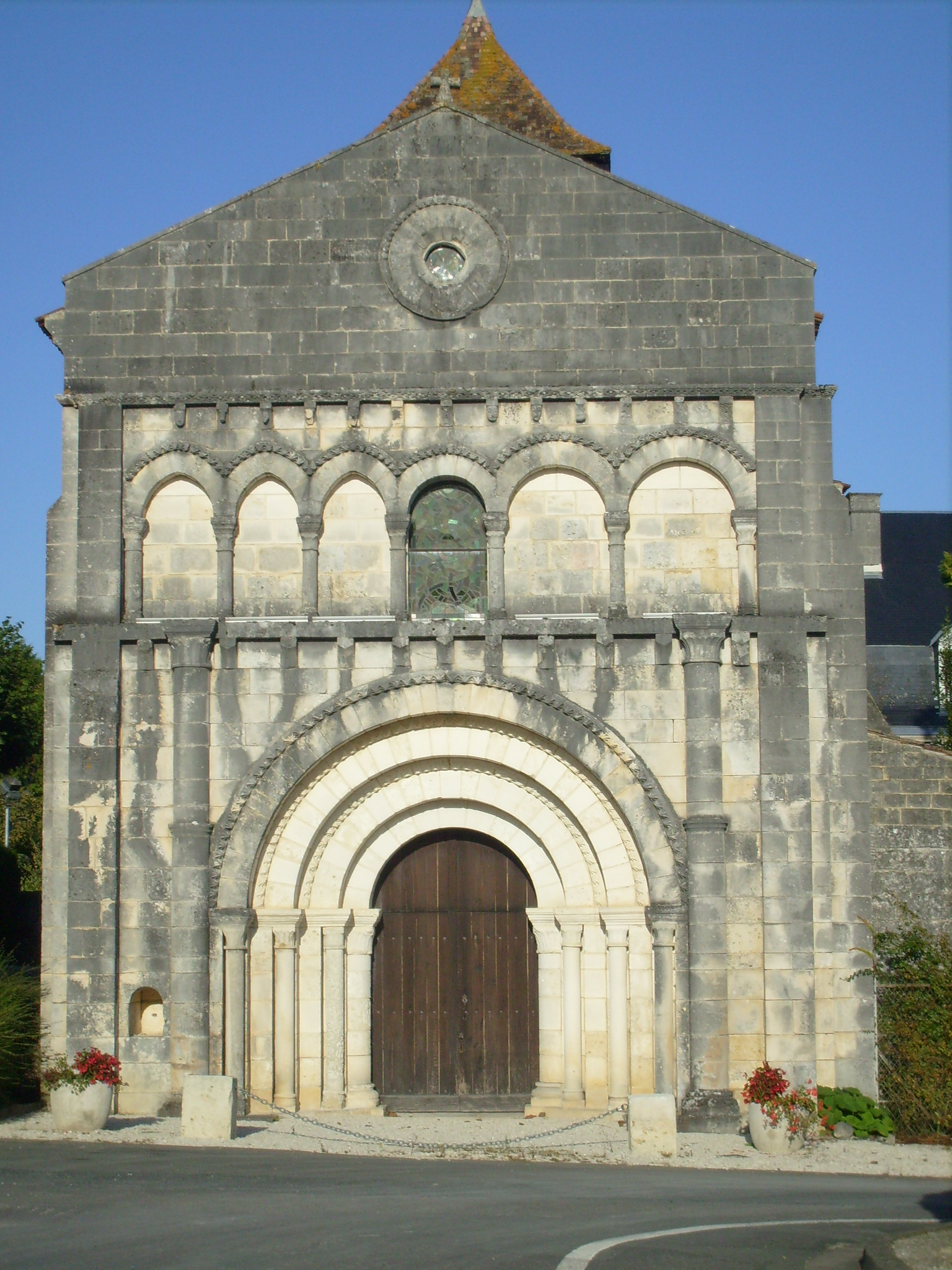
La façade de l'église romane.
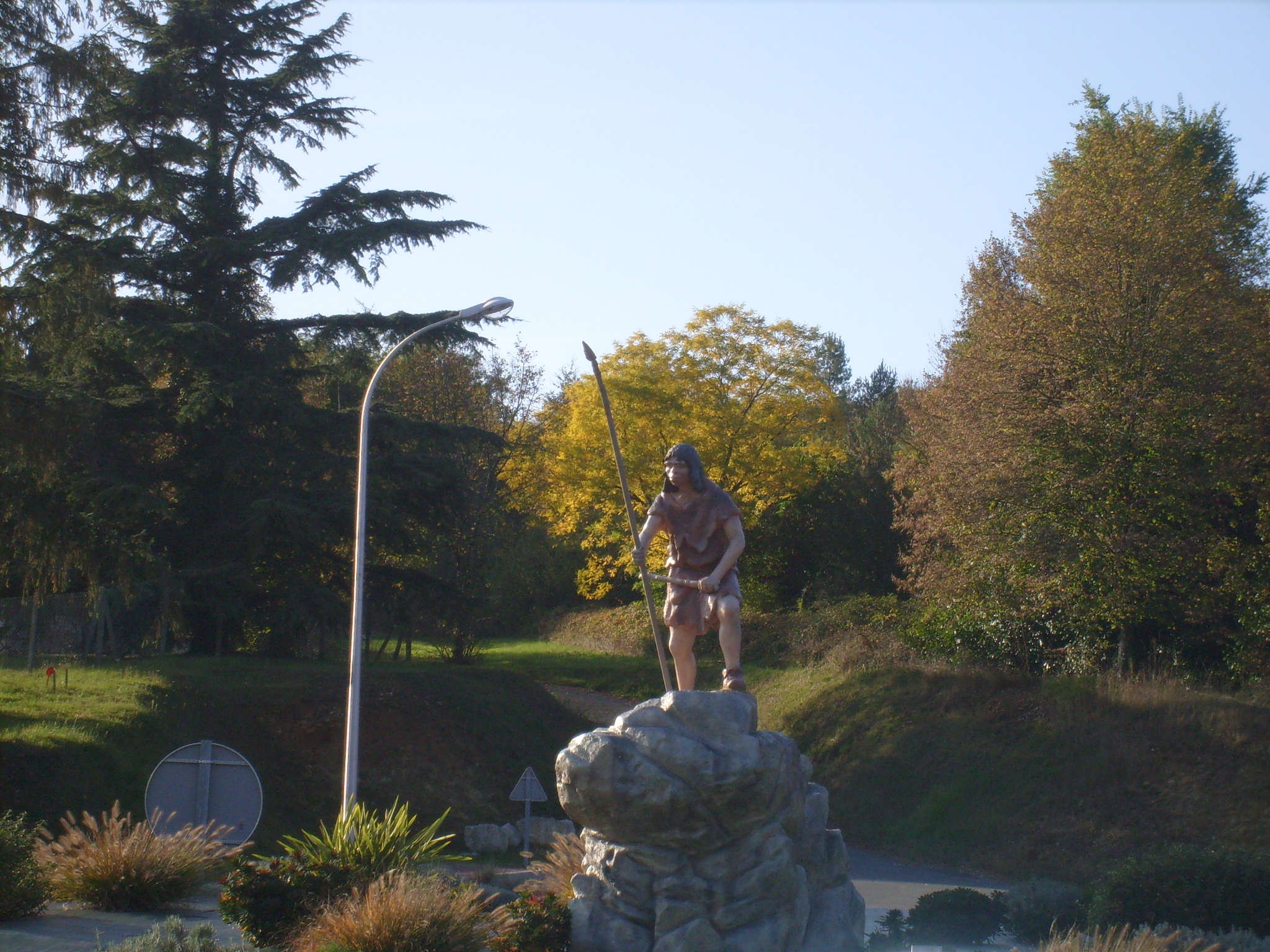
Représentation d'un homme préhistorique.
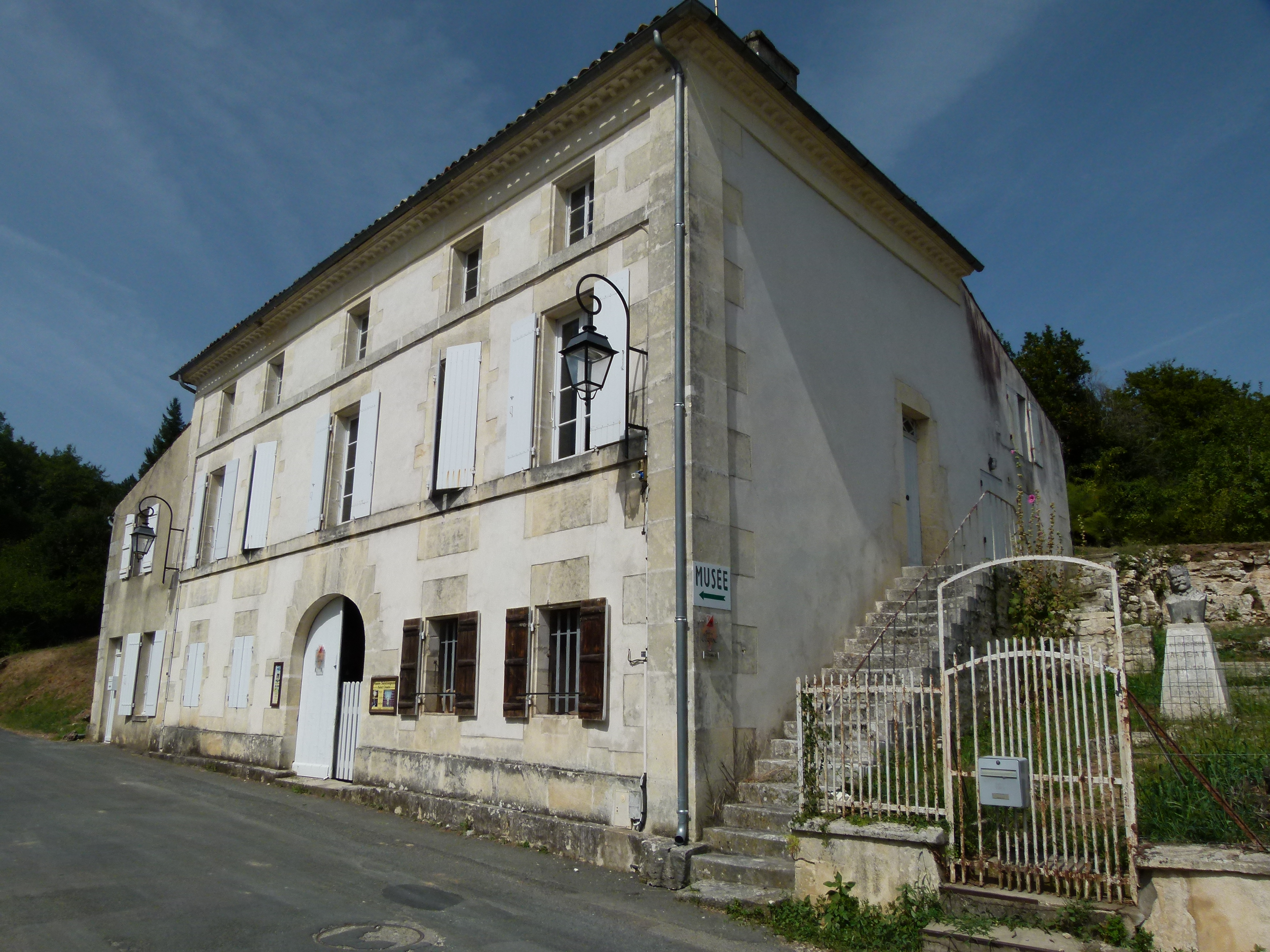
Le musée des Bujoliers.

### Personnalités liées à la commune
- Athanase Jean (1861-1932), écrivain français plus connu sous le nom de Docteur Jean, est originaire du village de Saint-Césaire.

## Pour approfondir